# Euphausia
Euphausia là một chi giáp xác của họ Euphausiidae. Có 31 loài được biết đến trong chi này, bao gồm Euphausia superba, Euphausia crystallorophiasvà Euphausia pacifica.
- Euphausia americana Hansen, 1911
- Euphausia brevis Hansen, 1905
- Euphausia crystallorophias Holt & Tattersall, 1906
- Euphausia diomedeae Ortmann, 1894
- Euphausia distinguenda Hansen, 1908
- Euphausia eximia Hansen, 1911
- Euphausia fallax Hansen, 1916
- Euphausia frigida Hansen, 1911
- Euphausia gibba G. O. Sars, 1883
- Euphausia gibboides Ortmann, 1893
- Euphausia hanseni Zimmer, 1915
- Euphausia hemigibba Hansen, 1910
- Euphausia krohnii (Brandt, 1851)
- Euphausia lamelligera Hansen, 1911
- Euphausia longirostris Hansen, 1908
- Euphausia lucens Hansen, 1905
- Euphausia mucronata G. O. Sars, 1883
- Euphausia mutica Hansen, 1905
- Euphausia nana Brinton, 1962
- Euphausia pacifica Hansen, 1911
- Euphausia paragibba Hansen, 1910
- Euphausia pseudogibba Ortmann, 1893
- Euphausia recurva Hansen, 1905
- Euphausia sanzoi Torelli, 1934
- Euphausia sibogae Hansen, 1908
- Euphausia similis G. O. Sars, 1885
- Euphausia spinifera G. O. Sars, 1885
- Euphausia superba Dana, 1850
- Euphausia tenera Hansen, 1905
- Euphausia triacantha Holt & Tattersall, 1906
- Euphausia vallentini Stebbing, 1900